# 1873 في فرنسا
فيما يلي قوائم الأحداث التي وقعت خلال عام 1873 في فرنسا.

## سياسة

### تعيين في المنصب
- 24 مايو – باتريس دو مكماهون رئيس فرنسا.

### انتهاء فترة المنصب
- 1 يناير – برتلمي سنت هيلار General secretary of the Presidency of the Republic  [لغات أخرى]‏.
- 24 مايو – أدولف تيير رئيس فرنسا.
- 24 مايو – جول أرمان دوفور head of government of France ‏.

## ظهور
- 1 يناير – بلاد الفراء رواية من تأليف جول فيرن.

## كتب
من الكتب التي صدرت هذه السنة في فرنسا:
- 1 يناير – بلاد الفراء من تأليف جول فيرن.

## مواليد

### يناير
- 1 يناير – ألفريد جاري كاتب فرنسي.
- 1 يناير – ديفيد أليسون لاعب كرة قدم إنجليزي.
- 2 يناير – تيريز دو ليزيو راهبة فرنسية.
- 14 يناير – أندريه بلوخ ملحن فرنسي.
- 28 يناير – كوليت كوليت.

### فبراير
- 19 فبراير – لويس فيلد

### مايو
- 14 مايو – ألفرد بل مستعرب فرنسي.
- 17 مايو – هنري باربوس روائي فرنسي.

### يونيو
- 23 يونيو – أوغست شوفالييه عالم نبات فرنسي.
- 28 يونيو – ألكسيس كاريل

### يوليو
- 15 يوليو – هنري بويسون فيزيائي فرنسي.

### أغسطس
- 11 أغسطس – هنري بيريه عالم نبات فرنسي.

### سبتمبر
- 19 سبتمبر – هنري ريتشارد ممثل فرنسي.

### أكتوبر
- 14 أكتوبر – جول ريميه لاعب كرة قدم فرنسي.

### نوفمبر
- 21 نوفمبر – غوستاف هنري بوناتي عالم نبات فرنسي.

## وفيات

### يناير
- 9 يناير – نابليون الثالث (مواليد 1808) سياسي فرنسي.
- 20 يناير – باسل مورو (مواليد 1799) كهنوت فرنسي.

### يوليو
- 21 يوليو – أوغست كودر (مواليد 1789) رسام فرنسي.

### أغسطس
- 18 أغسطس – جان أنطوان أرتور غري (مواليد 1829) عالم نبات فرنسي.

### سبتمبر
- 21 سبتمبر – أوغست نيلاتون (مواليد 1807)